# Fissidens bushii
Fissidens bushii är en bladmossart som beskrevs av Jules Cardot och Thériot 1904. Fissidens bushii ingår i släktet fickmossor, och familjen Fissidentaceae. Inga underarter finns listade i Catalogue of Life.